# Хеленска историја
Ксенофонтова Хеленска историја је, после Херодотовог и Тукидидовог дела, треће класично остварење грчке историографије. Обрађује период дуг пола века (411—362. п. н. е.) у којем је, након променљивог успеха у завршним годинама Пелопонеског рата, победница Спарта задржала неко време водећу улогу у Хелади; ускоро је дошло, у кризи полиса, до борби између неколико грчких градова ο превласт и до мешања Персије у њихове односе, а потом до успона Тебе, која је у бици код Леуктре (371. г.) коначно срушила спартанску хегемонију. Описом нерешене битке код Мантинеје (362. п. н. е.), која је означила крај десетогодишње тебанске превласти, и сликом општег расула и нереда — исцрпљеност и нејединство Хеладе убрзо ће омогућити продор Македонаца — завршава се Хеленска историја.